# Instituto Santa María
El Instituto Santa María (ISM) es un establecimiento de educación básica, particular subvencionado, ubicado en la comuna de Limache, Chile, dependiente de la Congregación de los Hermanos Maristas.

## Historia

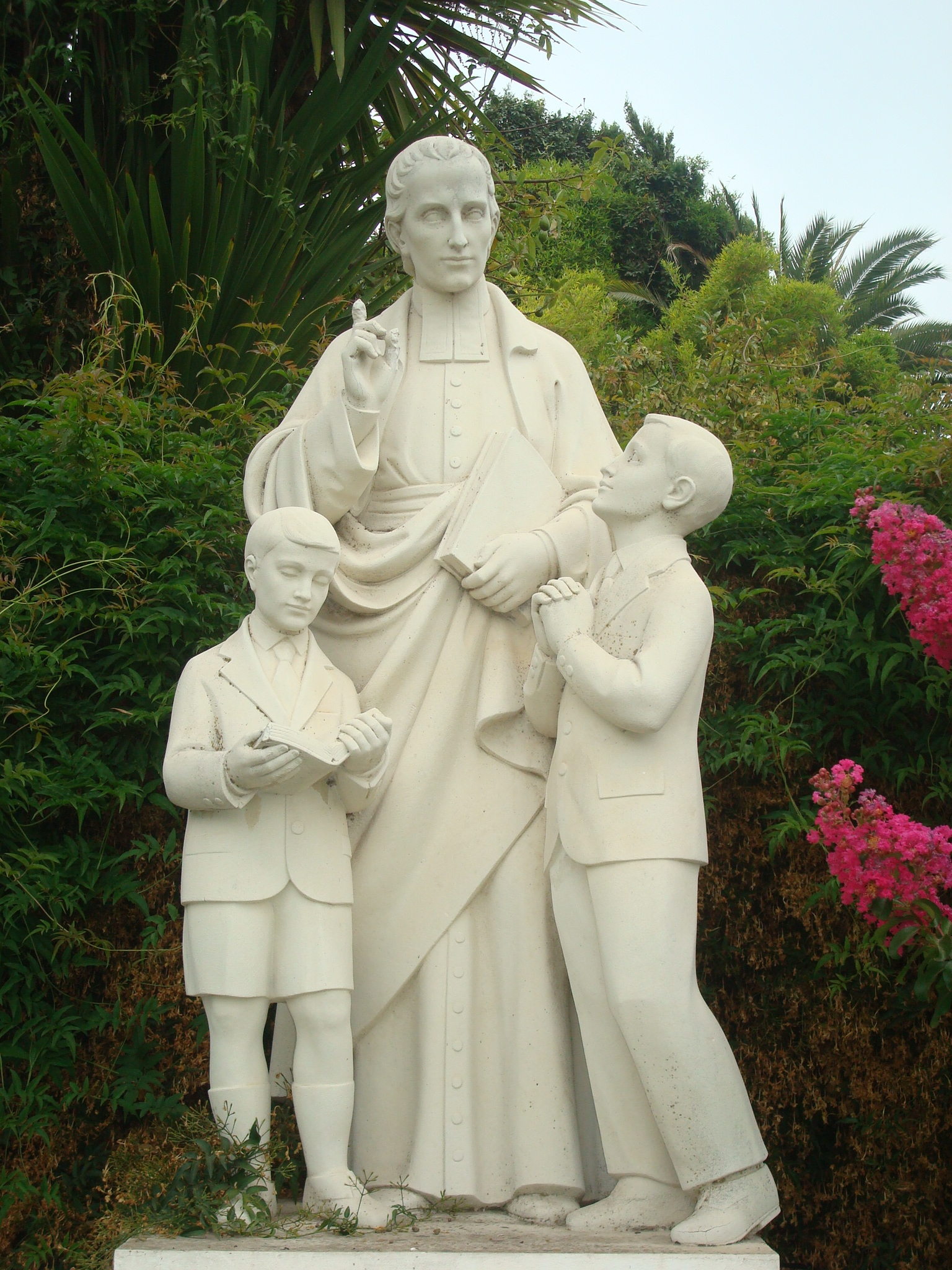
Estatua de Marcelino Champagnat ubicada en la entrada del instituto

En 1944 comenzó a funcionar un seminario Marista en el edificio que actualmente ocupa el instituto, en los terrenos conocidos hasta ese entonces como la Ex Villa Santa Teresa, en San Francisco de Limache.
En 1971, el entonces seminario, recibe la autorización para transformarse en un establecimiento educacional, que actualmente recibe a unos 350 estudiantes.